# زیردریایی یو-۴۰۱
زیردریایی یو-۴۰۱ (به انگلیسی: German submarine U-401) یک زیردریایی بود که طول آن ۶۷٫۱ متر (۲۲۰ فوت ۲ اینچ) بود. این زیردریایی در سال ۱۹۴۰ ساخته شد.